# Уильямс-Крик (Индиана)
Уильямс-Крик (англ. Williams Creek) — город в США в округе Мэрион, штат Индиана. Население — 407 человек (2010).
По данным Бюро переписи населения США в 2010 году город имел площадь 0,87 км², вся площадь — суша.

## Демография
Расовый состав населения:
- 96,1 % — белых
- 1,5 % — азиатов
- 1,0 % — черных или афроамериканцев

К двум или более расам относилось 1,0 %. Доля испаноязычных составила 2,5 % от всех жителей.
По возрастному диапазону население распределилось следующим образом: 30,2 % — лица моложе 18 лет, 49,4 % — лица в возрасте 18-64 лет, 20,4 % — лица в возрасте 65 лет и старше. Медиана возраста жителя составила 46,8 года. На 100 лиц женского пола в городе приходилось 97,6 мужчин; на 100 женщин в возрасте от 18 лет и старше — 90,6 мужчин также старше 18 лет.